# Pravilni mnogokotnik
Pravilni mnogokotnik ali pravilni večkotnik je mnogokotnik, ki ima vse stranice enako dolge in vse kote med seboj skladne.
Pravilni mnogokotniki:
Pravilni trikotnik se imenuje tudi enakostranični trikotnik.
Pravilni štirikotnik se imenuje tudi kvadrat.

## Splošne značilnosti
Pravilni mnogokotnik je  konveksen ali pa je zvezdni mnogokotnik.
Dva pravilna n-kotnika sta vedno podobna. Če imata enako dolgo stranico (a' = a), sta tudi skladna. 
Oglišča pravilnega mnogokotnika ležijo na enaki razdalji na krožnici.:76 Vsakemu pravilnemu mnogokotniku se da hkrati včrtati in očrtati krožnico. Pravilni mnogokotniki so tako vedno bicentrični. Pri njih sta krožnici istosrediščni.
- polmer včrtane krožnice {\displaystyle r_{n}\,}:

{\displaystyle r_{n}={\frac {a_{n}}{2\operatorname {tg} \left({\frac {180^{\circ }}{n}}\right)}}=R_{n}\cos \left({\frac {180^{\circ }}{n}}\right)\!\,.}
- polmer očrtane krožnice {\displaystyle R_{n}\,}:

{\displaystyle R_{n}={\frac {a_{n}}{2\sin \left({\frac {180^{\circ }}{n}}\right)}}\!\,,}
{\displaystyle R_{n}^{2}=r_{n}^{2}+{\frac {1}{4}}a_{n}^{2}\!\,.}
Pravilni mnogokotniki imajo n simetralnih osi.

### Koti in diagonale
Za pravilni mnogokotnik veljajo naslednje splošne formule:
- vsota notranjih kotov:

{\displaystyle S_{n}=(n-2)\cdot 180^{\circ }\!\,.}
- vsota zunanjih kotov:

{\displaystyle S'_{n}=360^{\circ }\!\,.}
- število diagonal:

{\displaystyle D_{n}={\frac {n(n-3)}{2}}\!\,.}
- (priležni) kot ob osnovnici (kot med stranico in diagonalo):

{\displaystyle \alpha _{n}=\left(1-{\frac {2}{n}}\right)\cdot 90^{\circ }\!\,.}

### Obseg in ploščina
Obseg pravilnega n-kotnika s stranico {\displaystyle a_{n}\,} je enak:
{\displaystyle o_{n}=na_{n}\,\!.}
Ploščino pravilnega n-kotnika s stranico {\displaystyle a_{n}\,} se lahko izračuna po različnih formulah. Izračun temelji na dejstvu, da se lahko pravilni n-kotnik vedno razdeli na n enakokrakih trikotnikov (samo pri šestkotniku so to enakostranični trikotniki).
Če se pozna polmer včrtane krožnice {\displaystyle r_{n}\,}:
{\displaystyle p_{n}={\frac {na_{n}r_{n}}{2}}\!\,.}
Če se pozna polmer očrtane krožnice {\displaystyle R_{n}\,}:
{\displaystyle p_{n}={\frac {nR_{n}^{2}\sin \varphi _{n}}{2}}\!\,.}
Neposredno iz stranice {\displaystyle a_{n}\,}:
{\displaystyle p_{n}={\frac {na_{n}^{2}}{4\operatorname {tg} {\frac {\varphi _{n}}{2}}}}={\frac {na_{n}^{2}r_{n}}{2}}\!\,.}
V zgornjih dveh formulah je {\displaystyle \varphi _{n}={\frac {360^{\circ }}{n}}} središčni kot nad stranico {\displaystyle a_{n}\,}.
Povezave med dolžinami stranic in ploščinami med n-kotniki in 2n-kotniki:
{\displaystyle a_{2n}=R_{n}{\sqrt {2-2{\sqrt {1-\left({\frac {a_{n}}{2R_{n}}}\right)^{2}}}}},\qquad a_{n}=a_{2n}{\sqrt {4-{\frac {a_{2n}^{2}}{R_{n}^{2}}}}}\!\,,}
{\displaystyle p_{2n}={\frac {nR_{n}^{2}}{\sqrt {2}}}{\sqrt {1-{\sqrt {1-{\frac {4p_{n}^{2}}{n^{2}R_{n}^{4}}}}}}},\qquad p_{n}=p_{2n}{\sqrt {1-{\frac {p_{2n}^{2}}{n^{2}R_{n}^{4}}}}}\!\,.}